# 단백질 생합성

RNA는 세포핵에서 전사된다. 완전히 처리되면 세포질로 운반되어 리보솜에 의해 번역된다(tRNA 뒤에 매우 연한 회색으로 표시).

단백질 생합성(protein biosynthesis, protein synthesis)은 세포가 새로운 단백질을 생성하는 과정이다. 이 과정은 분해 또는 세포외 배출을 통한 세포 단백질의 손실과 균형을 이룬다. 리보솜에 의한 아미노산의 조립 과정인 번역은 전령 RNA(mRNA)의 생성, 운반 RNA(tRNA)의 아미노아실화, 동시 번역 수송 및 번역 후 변형과 함께 생합성 경로의 필수 과정이다. 단백질 생합성은 여러 단계에서 엄격하게 조절된다. 이들은 주로 전사(DNA 주형으로부터 RNA 합성 과정) 및 번역(RNA로부터의 아미노산들의 펩타이드 결합 과정)동안이다.
시스트론 DNA는 일련의 RNA 중간체 중 가장 먼저 전사된다. 마지막 버전은 폴리펩타이드 사슬의 합성에서 주형으로 사용된다. 단백질은 종종 전령 RNA를 번역하여 유전자에서 직접 합성된다. 그러나 단시간 또는 대량으로 단백질을 생산해야 하는 경우, 단백질 전구체 생성된다. 단백질 전구체는 억제 서열이 번역 후 변형 동안 단백질 분해에 의해 제거될 때 활성화될 수 있는 하나 이상의 효소 억제제를 함유하는 불활성 단백질이다. 단백질 전구체는 막 내 또는 막을 통한 삽입을 지정하는 신호 서열(N 말단 시그널 펩타이드)을 함유하는 형태이며, 즉 이들의 분비를 위해 표적화한다. 시그널 펩타이드는 소포체에서 절단된다. 전단백질 전구체 은 여전히 존재하는 서열(억제 및 신호)을 갖는다.
단백질 합성에서 적절한 아미노산으로 결합된 연속된 운반 RNA 분자는 mRNA 분자와 함께 가져오고 tRNA의 안티코돈을 통한 mRNA의 연속적인 코돈을 통한 염기쌍에 의해 일치된다. 이어서 아미노산을 함께 연결하여 성장하는 단백질 사슬을 연장시키고, 더 이상 아미노산을 보유하지 않는 tRNA를 방출시킨다. 이 복잡한 과정은 리보솜에 의해 수행되며, 리보솜 RNA(rRNA)라 불리는 2개의 주요 RNA 사슬과 50개 이상의 서로 다른 단백질로 구성된다. 리보솜은 mRNA 분자의 끝에 걸러지고 그것을 따라 움직이며, 로딩된 tRNA 분자를 포획하고 아미노산을 함께 결합하여 새로운 단백질 사슬을 형성한다.
단백질 생합성은 매우 유사하지만 원핵생물과 진핵생물에서 다르다.

## 전사

전사 과정을 보여주는 그림

전사에서 주형으로서 게놈에서 DNA 이중 나선의 하나의 가닥을 갖는 mRNA 사슬이 생성된다. 이 가닥을 주형 가닥(Template Strand)이라고 한다. 전사는 개시, 신장, 종결의 3단계로 나눌 수 있으며 정확한 유전자가 전사되도록 하는 전사인자 및 보조활성자와 같은 다수의 단백질에 의해 조절된다.
전사는 DNA가 존재하는 세포핵에서 일어난다. 세포의 DNA 구조는 반대 가닥 가닥 사이의 수소 결합에 의해 함께 유지되는 당과 인산염으로 구성된 두 개의 나선으로 구성된다. 각 가닥의 당 및 인산염은 보다 강력한 인산다이에스터 결합에 의해 함께 결합된다. DNA는 효소 나선 효소(Helicase)에 의해 DNA가 열린 상태(다른 단일 가닥 사이의 수소 결합 중단)로 둔다. RNA 중합효소는 3' 말단에서 5' 말단까지 DNA 가닥을 읽고 5' 말단에서 3' 말단 방향으로 전령 RNA의 단일 가닥을 합성한다. 일반적인 RNA 구조는 DNA 구조와 매우 유사하지만 RNA에서는 티민대신 유라실이 결합한다. mRNA의 단일 가닥은 핵공을 통해 핵을 떠나 세포질로 이동한다.
전사의 첫 번째 산물은 원핵 세포에서 진핵 세포와는 다른데, 원핵 세포에서의 산물은 mRNA로 전사 후 변형이 필요하지 않지만, 진핵 세포에서의 첫 번째 산물은 1 차 전사체라고 불린다. 전사 변형(7-메틸-구아노신으로 캡핑, 폴리 A 꼬리로 테일링)하여 hnRNA(이종 핵 RNA, heterogeneous nuclear RNA)를 제공한다. 이어서 hnRNA는 스플라이스좀(Spliceosome)을 통해 인트론(유전자의 비암호와된 부분)의 스플라이싱(Splicing)을 수행하여 최종 mRNA를 생성한다.

## 번역

번역 과정을 보여주는 그림

리보솜에 의한 mRNA의 번역 및 단백질의 합성을 보여주는 그림

RNA의 단백질 합성은 번역으로 알려져 있다. 진핵 생물에서 리보솜이 위치한 세포질에서 번역이 일어난다. 리보솜은 mRNA를 둘러싸는 작고 큰 서브 유닛으로 만들어진다. 번역에서 전령 RNA(mRNA)는 트리뉴클레오타이드(Trinucleotide) 유전 부호에 의해 규정된 규칙에 따라 특정 폴리펩타이드를 생성하도록 해독된다. 이것은 단백질을 형성하는 아미노산 사슬의 합성을 안내하기 위해 주형으로 mRNA 서열을 사용한다. 번역은 활성화, 개시, 신장, 종결(모두 아미노산 사슬의 성장 또는 번역의 산물인 폴리펩타이드를 설명함)의 4단계로 진행된다.
활성화 시, 정확한 아미노산은 정확한 운반 RNA(tRNA)에 결합된다. 이것은 기술적인 의미에서 번역 단계가 아니지만 번역을 진행하는 데 필요하다. 아미노산은 카르복실기에 의해 에스테르 결합에 의해 tRNA의 3'-OH에 결합된다. tRNA가 그것에 연결된 아미노산을 갖는 경우, 이를 "충전되었다"라고 한다. 개시는 과정을 보조하는 다른 단백질 인 개시인자(IF, Initiation Factor)의 도움으로 mRNA의 5' 말단에 리보솜 결합의 작은 서브 유닛을 포함한다. 신장은 다음 아미노아실 tRNA가 GTP 및 신장인자(EF, Elongation Factor)와 함께 리보솜에 결합 할 때 발생한다. 폴리펩티드의 종결은 리보솜의 A 부위가 정지 코돈(UAA, UAG, UGA)을 향할 때 발생한다. 이것이 일어날 때 tRNA는 그것을 인식할 수 없지만, 방출인자(RF, Release Factor)는 넌센스 코돈을 인식 할 수 있고 폴리펩티드 사슬의 방출을 야기한다. 단백질 생합성에서 번역을 비활성화하거나 억제하는 능력은 아니소마이신(Anisomycin), 시클로헥사미드(Cycloheximide), 클로람페니콜(Chloramphenicol), 테트라시클린(Teteracycline), 스트렙토마이신(Streptomycin), 에리스로마이신(Erythromycin), 퓨로마이신(Puromycin)등과 같은 일부 항생제에 의해 사용된다.

## 단백질 번역 중 또는 이후의 사건
단백질 생합성 중 또는 후에 발생하는 사건에는 단백질 분해, 번역 후 변형, 단백질 접힘이 발생한다. 단백질 분해는 폴리펩티드로부터 N 말단, C 말단 또는 내부 아미노산 잔기 또는 펩타이드를 제거할 수 있다. 폴리펩타이드의 말단 및 잔기는 번역 후 변형될 수 있다. 이러한 변형은 정확한 세포 위치 또는 단백질의 자연적 기능을 위해 필요할 수 있다. 합성 동안 또는 후에, 폴리펩타이드 사슬은 종종 2차 및 3차 구조로 접히게 된다. 이것은 단백질 접힘으로 알려져 있으며 일반적으로 단백질의 기능에 필수이다.

## 같이 보기
- 분자생물학의 중심원리
- 시스트론
- 유전자 발현
- 유전 부호
- 오페론
- 펩타이드 합성
- 단백질 산물